# 爱达荷狭地

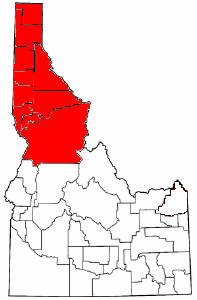

爱达荷州狭长地带（英語：Idaho Panhandle）是位於美國爱达荷州北部的一個狭长地带。此狭长地带涵盖了愛達荷州其中10個最北的縣，其中包括本瓦縣、邦納縣、邦德里縣、清水縣、愛達荷縣、庫特內縣、拉塔縣、劉易斯縣、內茲珀斯縣以及肖肖尼縣。而居住於此的居民則稱這一帶為北爱达荷。自莫斯科以南的區域稱為爱达荷州狭长地带南部，又稱爱达荷州北环。而莫斯科以北區域則為爱达荷州狭长地带北部。 此狭长地带的西面為华盛顿州，東面為蒙大拿州，而北面則為加拿大的不列颠哥伦比亚省。

## 地理
科达伦是爱达荷州狭长地带的最大城市。但是，附近的斯波坎比科达伦更大，並且是地域机场斯波坎国际机场的所在地，但這個城市是屬於華盛頓州而不是愛達荷州。也因為愛達荷州狹長地帶與華盛頓州東都同屬一個地理區，所以一直有合組成一個新的林肯州的說法常被提出來。 
爱达荷州狭长地带的其他重要城市包括劉易斯頓、莫斯科（爱达荷大学所在地）、邮报瀑布、海登以及桑德波因特。而狭长地带最小的城鎮則為圣玛里埃什和邦纳斯码头。 科达伦以東為银谷，而沿著90号州际公路則能到達甸山山口。
爱达荷州狭长地带總面積為21,012.64平方英里（54,422.5平方），並佔有爱达荷州總面積25.39。另外，狭长地带的水域面積為323.95平方英里（839.0平方）。於2004年，狭长地带的人口為295,160人，佔爱达荷州總人口1,393,262人逾21%。而於2000年，狭长地带的人口為278,866人，即爱达荷州總人口21.55%。
位於萨蒙河以北的爱达荷州狭长地带屬於太平洋時區，而剩下的地區則屬於北美山区时区。虽然北爱达荷州與南爱达荷州皆位於相近的经线上，但是他們卻位於不同時區。其原因為首先，狭长地带的商业和交通中心皆為位於鄰州的斯波坎。為了配合斯波坎的時間，故將這一帶的時間轉成太平洋時區。其次，狭长地带與华盛顿州的疆界上有不少小鎮和城市。為了方便當地居民，故改變這裡的時間。
狭长地带和华盛顿州的疆界與狭长地带和其他州的疆界的地理環境相差很大。狭长地带和蒙大拿州的疆界是以一個很長的山脈作界線，而狭长地带和俄勒冈州的疆界則是斯内克河。但是狭长地带和华盛顿州的疆界是一個平原，並沒有任何天然地理作疆界。但狭长地带與南爱达荷州卻是以一條由东至西綿延的山脉隔絕，使狭长地带與华盛顿州的關聯比與本身的爱达荷州的關聯更大。因此，若以地理分界劃分州份，爱达荷州狭长地带將會屬於华盛顿州，而非爱达荷州。直至95号美国公路於1965年建成前，車輛要由狭长地带到南爱达荷州，須經過蜿蜒的道路。

## 历史
於1853年，即爱达荷州狭长地带成立之際，狭长地带是屬於华盛顿地区。到了1853年，爱达荷地区成立，而狭长地带亦被納入爱达荷地区。當時的爱达荷比現代的爱达荷大很多，當時的爱达荷覆蓋今爱达荷州、蒙大拿州和怀俄明州的全部領土。而當蒙大拿地区於1864年獨立自爱达荷地区後，於蒙大拿和华盛顿之間便留下這麼一段狭长地带。

## 人口
| 调查年 | 人口    | 备注 | %±    |
| ------ | ------- | ---- | ----- |
| 1900   | 58,486  |      | —     |
| 1910   | 106,360 |      | 81.9% |
| 1920   | 112,504 |      | 5.8%  |
| 1930   | 119,940 |      | 6.6%  |
| 1940   | 135,776 |      | 13.2% |
| 1950   | 142,059 |      | 4.6%  |
| 1960   | 152,613 |      | 7.4%  |
| 1970   | 166,007 |      | 8.8%  |
| 1980   | 209,986 |      | 26.5% |
| 1990   | 216,792 |      | 3.2%  |
| 2000   | 278,866 |      | 28.6% |
| 2010   | 317,751 |      | 13.9% |
| 來源： |         |      |       |

## 行政劃分

### 社区
| - 邦纳斯码头 - 科达伦 - 道尔顿花园 - 格兰奇威乐 - 海登 - 凯洛格 - 刘易斯顿 | - 莫斯科 - 奥罗菲诺 - 邮报瀑布 - 拉斯德拉姆 - 桑德波因特 - 圣玛里埃什 |

### 印第安人保留區
- 科達倫印第安人保留區
- 庫特印第安人保留地
- 內茲佩爾塞印第安人保留地

## 景点
- 潘汉德尔国家森林[12]
- 祭司湖
- 庞多雷湖
- 科达伦湖
- 库特奈河
- 银林主题公园